# Mianowice
Mianowice (deutsch Mahnwitz, kaschubisch Manowic) ist ein Dorf im Nordwesten der polnischen Woiwodschaft Pommern. Es gehört zur Landgemeinde Damnica (Hebrondamnitz) im Powiat Słupski (Kreis Stolp).

## Geographische Lage
Mianowice liegt in Hinterpommern, in einer Ebene östlich von Słupsk (Stolp) und 17 Kilometer von der Kreisstadt entfernt. Weite, fruchtbare Ackerflächen umgeben das Dorf, das im Süden vom früher sogenannten Mahnwitzer Forst begrenzt wird.

## Verkehrsanbindung
Mianowice liegt an der bedeutenden polnischen Landesstraße 6 (ehemalige deutsche Reichsstraße 2, heute auch Europastraße 28), die von Stettin über Koszalin (Köslin) und Słupsk bis nach Danzig und weiter nach Pruszcz Gdański (Praust) führt. Im Dorf zweigt eine Nebenstraße ab, die über Damno (Dammen) bis nach Główczyce (Glowitz) an der Woiwodschaftsstraße 213 verläuft. Die nächste Bahnstation ist das sieben Kilometer entfernte Damnica (Hebrondamnitz) an der Bahnstrecke von Stargard Szczeciński nach Danzig.

## Ortsname
Um 1575 kommt die Namensform Menewitz vor, 1738 bis 1945 Mahnwitz.

## Geschichte
Mianowice, war ehemals ein altes Lehen der Familie Massow, die das Rittergut bereits 1496 besaß. Tönnies Massow war 1555 Besitzer auf Mahnwitz.
Im Jahre 1738 verkaufte Kaspar Otto von Massow den Besitz an Major Franz Jakob von Zitzewitz. Um 1784 gab es hier ein Vorwerk, eine Wassermühle, sieben Bauern, zwei Kossäten, einen Krug, eine Schmiede und einen Schulmeister bei insgesamt 23 Haushaltungen. 
Im Jahre 1803 war Mahnwitz Teil des umfangreichen Besitzes, den Kaspar Heinrich von Zitzewitz auf Dumröse hinterließ. Von dessen Ehefrau kaufte es am 1. April 1812 Ludwig Friedrich von Gottberg, der Landrat des Kreises Stolp, 1842 kaufte es sein Sohn Hans von Gottberg. Die letzten Besitzer waren Angehörige der Familie Schultz, die Geschwister Schultz. Im Jahre 1938 hatte das Rittergut eine Betriebsgröße von 1167 Hektar.
Im Jahre 1910 zählte der Ort 199 Einwohner. Im Jahr 1925 standen in dem Dorf 13 Wohngebäude. Die Anzahl der Einwohner stieg bis 1933 auf 244 und betrug 1939 noch 232.
Bis 1945 war Mahnwitz eine Gemeinde im Landkreis Stolp im Regierungsbezirk Köslin  der Provinz Pommern. Auf der 1.190 Hektar  großen Gemeindefläche war Mahnwitz der einzige Wohnort. Das Dorf war Sitz des Amts- und Standesamtsbezirks Mahnwitz und gehörte zum Gendarmeriebezirk Velsow (Wieliszewo) im Amtsgerichtsbereich Stolp.
Beim Herannahen der Roten Armee im März 1945 verließen die Bewohner von Mahnwitz panikartig das Dorf. Ein vom Bürgermeister angeführter Treck brach nach Hebrondamnitz (Damnica) und weiter in Richtung Osten auf, wurde aber in Grapitz (Grapice) überrollt. Um Mahnwitz selbst ist gekämpft worden, es gab mehrere Tote. Bereits im Juli 1945 kamen Polen in das Dorf, besetzten Gehöfte und vertrieben die ersten Dorfbewohner. Später wurden in der Bundesrepublik Deutschland 123 und in der DDR 53 aus Mahnwitz vertriebene Dorfbewohner ermittelt. Mahnwitz wurde unter polnische Verwaltung gestellt und in Mianowice umbenannt. Für Kinder von Familien aus Mahnwitz und Umgebung, die zurückgeblieben waren, gab es seit 1951/52 für mehrere Jahre eine fünfklassige deutsche Schule.
Das Dorf ist heute Teil der Gmina Damnica im Powiat Słupski in der Woiwodschaft Pommern (1975 bis 1998 Woiwodschaft Słupsk). Hier leben jetzt mehr als 300 Einwohner.

## Kirche
Vor 1945 war die Bevölkerung von Mahnwitz überwiegend evangelischer Konfession. Der Ort war Teil des Kirchspiels Sageritz (heute polnisch: Zagórzyca), das zum Kirchenkreis Stolp-Altstadt im Ostsprengel der Kirchenprovinz Pommern in der Kirche der Altpreußischen Union gehörte. 
Seit 1945 leben überwiegend katholische Einwohner in Mianowice. Weiterhin besteht die kirchliche Verbindung nach Zagórzyca (Sageritz), wo eine – nun freilich katholische – Pfarrei errichtet wurde. Sie ist Teil des Dekanats Główczyce (Glowitz) im Bistum Pelplin der Katholischen Kirche in Polen. Hier lebende evangelische Kirchenglieder gehören jetzt zur Kreuzkirchengemeinde in Słupsk (Stolp) in der Diözese Pommern-Großpolen der Evangelisch-Augsburgischen Kirche in Polen.

## Schule
Bereits um 1784 gab es in Mahnwitz einen Schulmeister. In der im Jahre 1932 einstufigen Volksschule unterrichtete ein Lehrer 43 Kinder. 
Für die Kinder zurückgebliebener deutscher Familien in und um Mianowice gab es nach 1951/52 für mehrere Jahre noch eine fünfklassige deutsche Schule.

## Persönlichkeit des Ortes
- Hans Hugo Erdmann von Gottberg (1812–1890), Rittergutsbesitzer und Politiker